# Hoštka
Ne pas confondre avec la commune de Hošťka
Hoštka (en allemand : Gastorf) est une ville du district de Litoměřice, dans la région d'Ústí nad Labem, en Tchéquie. Sa population s'élevait à 1 744 habitants en 2021.

## Géographie
Hoštka se trouve à 16 km au sud-est de Litoměřice, à 28 km au sud-est d'Ústí nad Labem et à 47 km au nord-nord-ouest de Prague.
La commune est limitée par Polepy, Drahobuz et Úštěk au nord, par Snědovice à l'est, par Štětí au sud-est, par Račice et Brzánky au sud, et par Vrbice et Vrutice à l'ouest.

## Histoire
La première mention écrite du village date de 1437.

## Administration
La commune se compose de quatre quartiers :
- Hoštka
- Kochovice
- Malešov
- Velešice

## Patrimoine
Patrimoine religieux

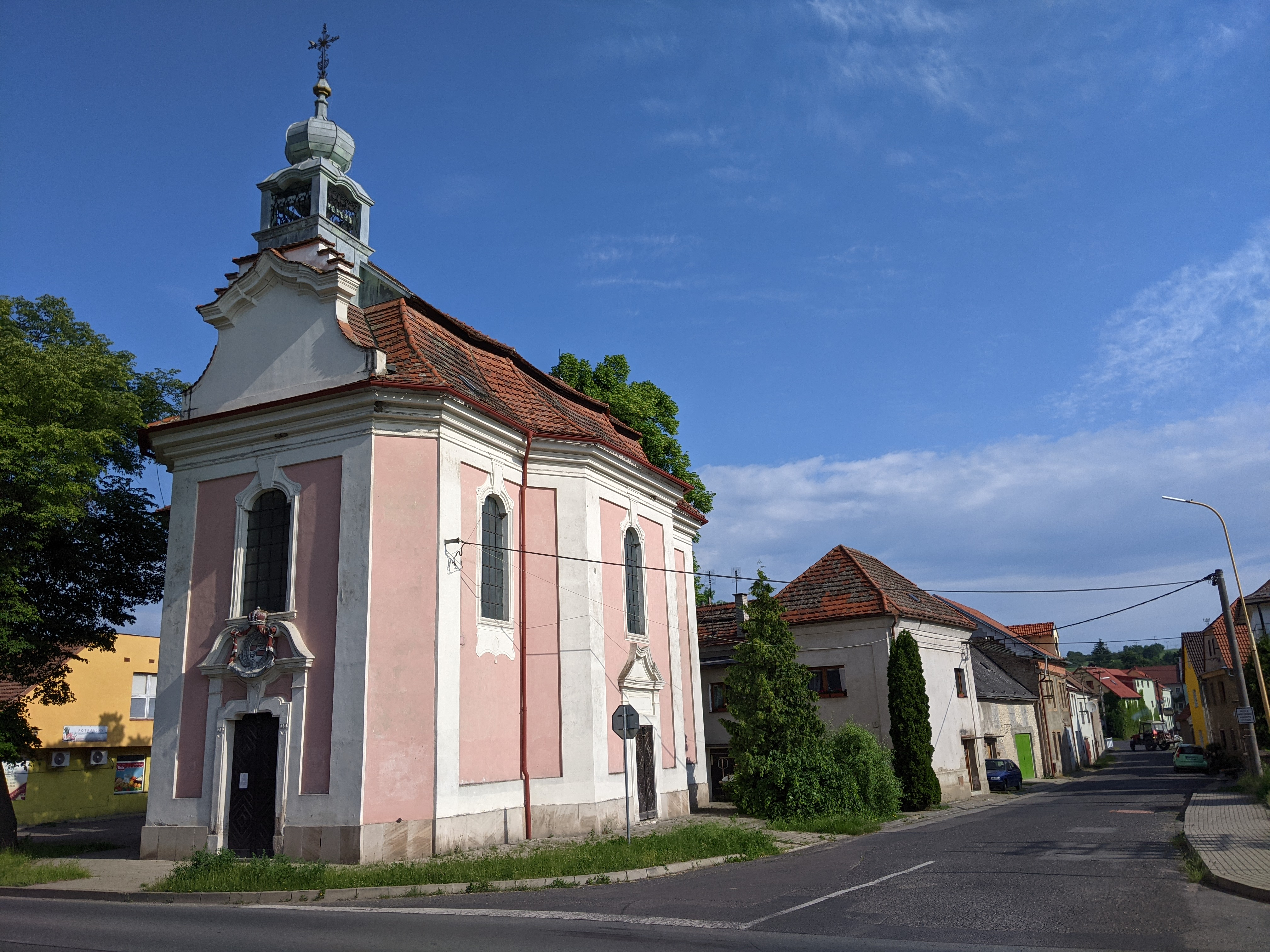
Hoštka : chapelle de l'Assomption de la Vierge Marie.
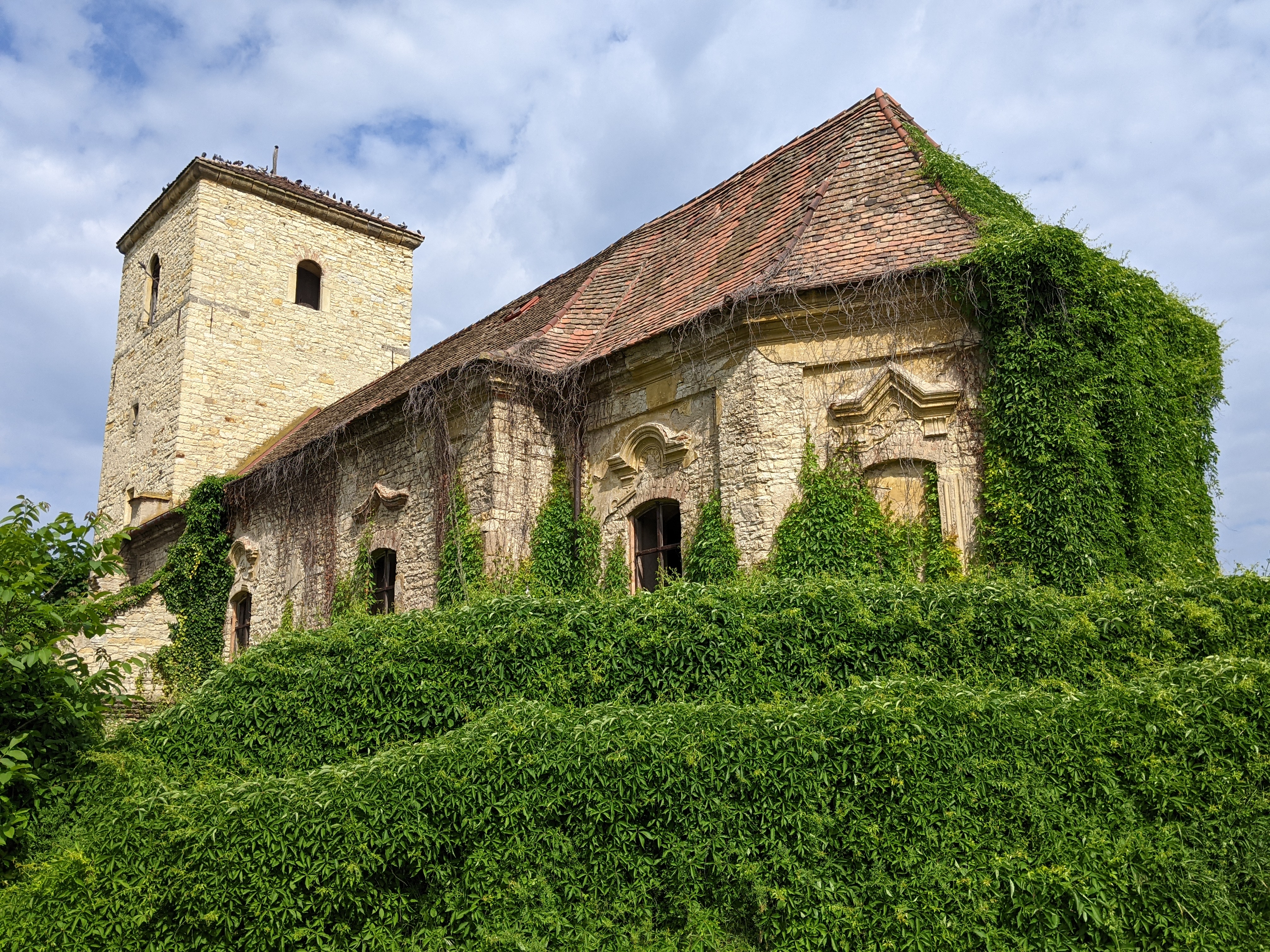
Église Saint-Georges à Malešov.

## Transports
Par la route, Hoštka se trouve à 18 km de Litoměřice, à 39 km d'Ústí nad Labem et à 58 km de Prague.